# Seznam osebnih imen na J
Seznam osebnih imen, ki se pričnejo s črko J.

## Seznam

### Ja
- Jadran
- Jadranka
- Jadranko
- Jadviga
- Jagienka
- Jagoda
- Jaka
- Jakec
- Jakob
- Jakobina
- Jan
- Jana
- Jane, moško ime
- Jane, žensko ime
- Janče
- Janez
- Jani, moško ime
- Jani, žensko ime
- Janica
- Janika
- Janina
- Janislav
- Janislava
- Janja
- Janka
- Janko
- Janoš
- Januš
- Januša
- Jarko
- Jarmila
- Jaro
- Jaromir
- Jaroslav
- Jaroslava
- Jasenka
- Jaser
- Jasmin, moško ime
- Jasmin, žensko ime
- Jasmina
- Jasminka
- Jasna
- Jaša
- Jašar
- Javor
- Javorka

### Je
- Jedert
- Jedrt
- Jela
- Jelena
- Jelica
- Jelislava
- Jelka
- Jelko
- Jera
- Jerca
- Jerica
- Jerko
- Jernej
- Jerneja
- Jernejka
- Jeronim

### Jo
- Job
- Johan
- Johana
- Jolanda
- Jolanka
- Jon
- Jona
- Jonas
- Jonat
- Jonatan
- Jordan
- Jordana
- Jos
- Josip
- Josipa
- Josipina
- Joško
- Jošt
- Jozef
- Jozefa
- Jozefina
- Jozo
- Joža, moško ime
- Joža, žensko ime
- Jože
- Jousha
- Jovan
- Jozue
- Jožef
- Jožefa
- Jožefina
- Jožek
- Joži, moško ime
- Joži, žensko ime
- Jožica
- Jožka
- Jožko

### Ju
- Juda
- Judita
- Jula
- Julia
- Juliana
- Julij
- Julija
- Julijan
- Julijana
- Julika
- Julita
- Juljana
- Julka
- Jurček
- Jure
- Jurij
- Jurija
- Jurka
- Jurko
- Juro
- Just
- Justa
- Justi
- Justin
- Justina
- Jusuf
- Juš